# Atlantic (Schiff, 1953)
Das ursprünglich als Frachter Badger Mariner gebaute Passagierschiff Atlantic erreichte eine über 40-jährige Dienstzeit.

## Geschichte

### Als Frachtschiff
Am 1. Juli 1953 lief das Schiff bei der Werft Sun Shipbuilding als Turbinen-Stückgutfrachter Badger Mariner des Typs C4-S-1a (Mariner-Klasse) vom Stapel. Die US Maritime Administration übernahm das für den Einsatz beim US Marine Corps bestimmte Schiff. 

### Umbau zum Passagierschiff
Nachdem die US-amerikanische Reederei American Banner Lines des deutschamerikanischen Reeders Arnold Bernstein das Schiff 1957 übernommen hatte, sandte sie den Frachter zur Werft, wo er als drittes Schiff nach der Mariposa und Monterey zum  MARAD-Typ P2-S1-1v umgebaut wurde. Der Umbau zum Passagierschiff mit Frachteinrichtung und über 95 % Plätzen in der Touristenklasse sowie eigener Toilette für jede Kabine orientierte sich am Vorbild der seinerzeit erfolgreichen Schiffe Statendam, Ryndam und Maasdam der Holland-America Line. Nach der ohnehin verzögerten Ablieferung wurde das umgebaute Schiff auf den Namen Atlantic umgetauft und nahm im Juni 1957 seinen kombinierten Transatlantik-Passagier- und Frachtliniendienst auf. Der Linie war kein Glück beschieden, da die Eröffnung mit dem Beginn des Transatlantik-Fluglinienverkehrs zusammenfiel, der in kürzester Zeit einen großen Teil der Reisenden an sich binden konnte, woraufhin man das Schiff im November 1959 an die American Export Lines veräußerte.

### American Export Lines und unsichere Jahre
Von 1960 an setzte man die Atlantic auf der Route Ostküste Vereinigte Staaten zum Mittelmeer und auf gelegentlichen Kreuzfahrten ein und legte das inzwischen unrentable Schiff ab 1968 auf. 1971 folgte ein Verkauf an die Orient Overseas Line des Reeders C.Y. Tung aus Hong Kong, der das Schiff nach dem Brand der ehemaligen Queen Elizabeth bis 1976 unter dem Namen Universe Campus als schwimmende Universität nutzte. Im Jahr 1976 gab man das Schiff an die Island Navigation Corporation ab und es fand eine Umbenennung in Universe statt. Nach weiteren 20 Jahren Dienst in Asien traf die Universe 1996 schließlich zum Abbruch in Indien ein.